# Beyeria minor
Beyeria minor är en törelväxtart som först beskrevs av Airy Shaw, och fick sitt nu gällande namn av David A. Halford och Rodney John Francis Henderson. Beyeria minor ingår i släktet Beyeria och familjen törelväxter. Inga underarter finns listade i Catalogue of Life.